# Bob Chaperon
Bob Chaperon, né le 18 mai 1958, est un joueur de snooker canadien, professionnel de 1984 à 2003.

## Parcours sportif
Chaperon remporte le seul titre classé de sa carrière à l'Open de Grande-Bretagne en 1990, où il bat en finale l'ancien champion du monde Alex Higgins qui disputait la dernière finale classée de sa carrière. La même année, il fait partie de l'équipe du Canada victorieuse à la Coupe du monde de snooker, contre l'équipe d'Irlande du Nord de Denis Taylor, Higgins et Tommy Murphy. Dans les tournois non-classés, il compte une seule finale, qu'il a perdu au championnat professionnel du Canada en 1985, battu par Cliff Thorburn 6 manches à 4. Sur le circuit amateur, il compte un titre au championnat du Canada en 1981, et une finale perdue dans ce même tournoi en 2000,.
Chaperon se retire du circuit professionnel en 2003. En 2019, âgé de 61 ans, il remporte un second titre au championnat du Canada.

## Palmarès
| Légende | Catégorie                      | Titres                         | Finales                        |
| ------- | ------------------------------ | ------------------------------ | ------------------------------ |
|         | Tournois classés               | 1                              | 0                              |
|         | Tournois non classés           | 0                              | 1                              |
|         | Tournois par équipes           | 1                              | 0                              |
|         | Tournois seniors               | 1                              | 0                              |
|         | Tournois amateurs              | 2                              | 1                              |
| Gras    | Tournois de la triple couronne | Tournois de la triple couronne | Tournois de la triple couronne |

### Titres
| Saison    | Nom du tournoi                                           | Lieu        | Finaliste       | Score | Tableau |
| --------- | -------------------------------------------------------- | ----------- | --------------- | ----- | ------- |
| 1981      | Championnat du Canada amateur                            | Ottawa      | Carey Lorraine  | 9-5   |         |
| 1989-1990 | Open de Grande-Bretagne                                  | Derby       | Alex Higgins    | 10-8  | Tableau |
| 1989-1990 | Coupe du monde                                           | Bournemouth | Irlande du Nord | 9-5   |         |
| 2019      | Championnat du Canada amateur (2)                        | Toronto     | Lobsang Lama    | 6-5   |         |
| 2019-2020 | 1er tournoi qualificatif au championnat du monde séniors | Toronto     | Joris Maas      | 4-3   |         |

### Finales
| Saison    | Nom du tournoi                | Lieu    | Finaliste      | Score | Tableau |
| --------- | ----------------------------- | ------- | -------------- | ----- | ------- |
| 1985-1986 | Championnat du Canada         | Toronto | Cliff Thorburn | 4-6   |         |
| 2000      | Championnat du Canada amateur | Guelph  | Kirk Stevens   | 3-6   |         |